# Consolazione (Catania)
Consolazione ('A Cunsulazioni in dialetto catanese) è un quartiere della città di Catania, facente parte dal 2013 della III Circoscrizione, già III Municipalità (Borgo-Sanzio).

## Origine del nome
Il nome del quartiere trae origine dalla presenza di una chiesa dedicata a Santa Maria della Consolazione, edificata nel XVII secolo. Col passare del tempo questa chiesa è stata abbandonata, nonostante esista ancora come edificio, e ne è stata costruita un'altra nel 1966 in un altro punto del quartiere, ma dedicata sempre allo stesso culto mariano.

## Geografia
Il quartiere Consolazione si trova nella parte centrosettentrionale del territorio comunale di Catania, più a nord e a ridosso del centro storico della città. Esso confina a nord con Santa Sofia, ad ovest con Cibali, a sud con Santa Maria di Gesù e ad est con il Borgo.
Esso consiste in una parte "antica" a sud-est e una parte "moderna" nella sua porzione a nord e ad ovest. Il nucleo più antico si sviluppa sulla Via della Consolazione, strada stretta e tortuosa, il cui percorso inizia da Piazza Cavour nel quartiere Borgo, e si conclude nella parte moderna del quartiere, quando essa intercetta Via Milo. Lungo la Via della Consolazione si trovano alcuni vicoli e viuzze, una delle quali la collega con Via San Nicolò al Borgo: quest'ultima segna il confine a sud col quartiere Santa Maria di Gesù, limite che percorre, andando man mano più ad ovest, il largo Carmelo Mendola, Via Cesare Beccaria e Via Cesare Lombroso, con queste ultime due che svoltano anche verso meridione.
La parte "moderna" del quartiere Consolazione si sviluppa principalmente da nord a sud lungo un asse stradale, il cui percorso inizia dalla circonvallazione (la quale in questo tratto si chiama Viale Andrea Doria): Viale Alexander Fleming, avente un percorso curvo e che diventa Via Milo nel tratto centrale dell'asse viario, assumendo infine, dopo un piazzale chiamato Largo Taormina, il nome di Via Ala, la quale prosegue nel quartiere più a sud, Santa Maria di Gesù, ma ha una carreggiata più stretta e costeggia il lato ovest del carcere, finendo in Piazza Vincenzo Lanza, la piazza principale del suddetto quartiere limitrofo, in cui vi è l'ingresso del carcere. 
Altre strade importanti sono: Via Passo Gravina, Via Filocomo (che segnano, col tratto sud di Via Empedocle, il confine con il Borgo), Via Eleonora d'Angiò e Via Orto Limoni. Vi è infine Piazza Beato Angelico, condivisa col quartiere Borgo, e che ha una statua di San Pio da Pietrelcina.

## Storia
La nascita e lo sviluppo del quartiere avvennero contestualmente a quello del vicino quartiere Borgo, nella seconda metà del XVII secolo. L'eruzione dell'Etna del 1669, distrusse con la lava i casali di Nicolosi, Belpasso, San Pietro Clarenza, Camporotondo, Misterbianco, Mascalucia e San Giovanni Galermo, arrivando fino alle porte di Catania. Il Senato catanese, nel 1670, mise a disposizione dei profughi provenienti dai casali distrutti dal vulcano, un'area denominata Piano delle Forche, distante circa 1 km a nord dalle mura di Carlo V.
Molti dei profughi giunti nella zona, perlopiù contadini misterbianchesi, vi si stabilirono definitivamente e vi costruirono il proprio villaggio. Il nuovo insediamento, a cui fu dato il nome di Consolazione - dal nome della chiesa edificata nel 1686 -  fu riedificato dopo il terremoto del 1693 ad opera di contadini che lavoravano i campi delle aree a nord della città murata, e il suo sviluppo avvenne lungo uno spazio pubblico a "lisca di pesce", determinata da una strada di transito bordata da numerosi vicoli ciechi o cortili comuni, e da un sistema abitativo di estrazione rurale.
Le cattive condizioni del tessuto edilizio della Consolazione, furono oggetto della proposta di risanamento formulata dal piano regolatore redatto dall'ingegner Bernardo Gentile Cusa nel 1887: in quel periodo, il sobborgo, costituito da case sparse terrane e di campagna, aveva una superficie di 17,30 ha, occupata da 945 abitazioni nelle quali dimoravano 3.447 persone. La Consolazione mantenne le sue caratteristiche di sobborgo rurale separato dal centro cittadino fino alla prima metà del XX secolo: l'architetto Gino Nicotra, nel 1947, elaborò un piano di ricostruzione che prevedeva di infittire la maglia dei grandi isolati del piano di Gentile per favorire l'edificazione anche al loro interno e per agevolare l'ulteriore espansione occidentale della città.
Il piano elaborato da Nicotra non venne approvato, ma nel PRG del 1952 la forte pressione speculativa portava ancora una volta alla scelta di inserire i due sobborghi del Borgo e della Consolazione all'interno della zona destinata ad edilizia intensiva.  Grossi mutamenti edilizi e urbanistici si verificarono a seguito dell'adozione da parte del Comune di Catania del PRG del 1964 redatto dall'ingegner Luigi Piccinato, che portarono all'urbanizzazione della parte occidentale classificata come «Zona A», con la costruzione di nuovi edifici residenziali e ad uso commerciale, di strade, di piazze, di fognature, della rete idrica, della rete elettrica e del gas, dell'illuminazione pubblica e di spazi verdi, che determinarono l'assetto attuale e la sua integrazione con le zone centrali della città etnea.

## Monumenti e luoghi d'interesse

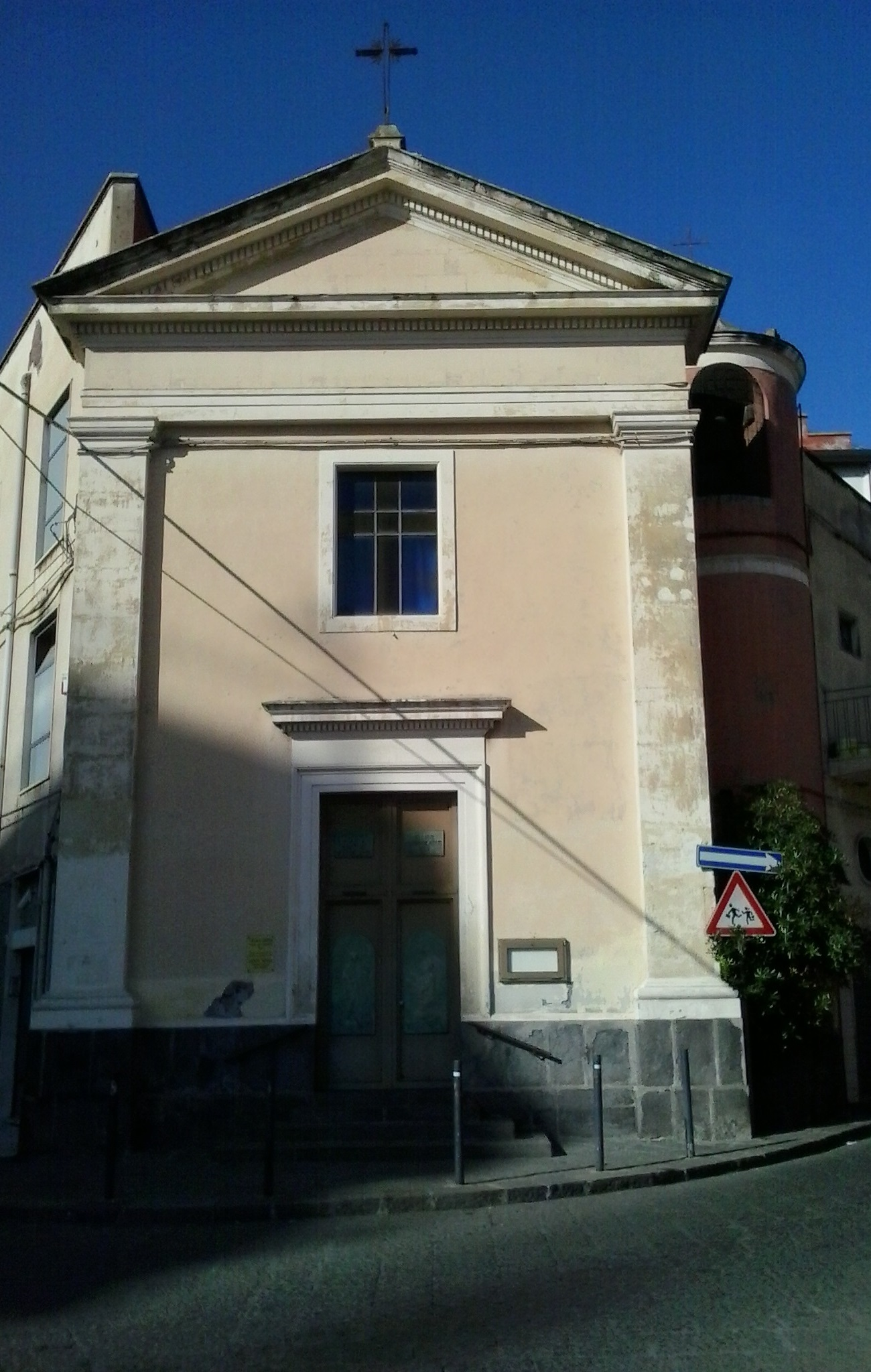
L'antica chiesa di Santa Maria della Consolazione

Il quartiere Consolazione, per via della caratteristica rurale della sua parte storica, e della natura prevalentemente residenziale della sua parte moderna, non presenta monumenti di particolare pregio e importanza.
Di rilievo storico per il quartiere, è la Chiesa di Santa Maria della Consolazione, che sorge in Via della Consolazione, eretta nel 1686 ed elevata a parrocchia nel 1946. La chiesa fu fondata dal sacerdote misterbianchese Don Giuseppe Leocata, che aveva guidato l'esodo dei cittadini di Misterbianco sfuggiti alla colata lavica del 1669 che distrusse la cittadina ducale. Distrutta dal violento sisma del 1693, fu successivamente ricostruita nel corso del XVIII secolo, secondo lo stile architettonico neoclassico. L'edificio a struttura rettangolare, ad un'unica navata e con presbiterio absidato, presenta una facciata che si sviluppa secondo il tradizionale schema "a capanna", con un prospetto piano racchiuso tra due lesene in stile tuscanico e un frontone triangolare di coronamento. Gli interni presentano molte decorazioni, e sul suo lato sinistro è annessa una torre campanaria a forma cilindrica.
Altro edificio sacro del quartiere è la Chiesa di Santa Maria della Consolazione al Borgo, che si trova in Via Milo, aperta al culto dal 1969. Edificata nel 1967 su progetto dell'architetto Rosario Leone, il suo stile architettonico è quello contemporaneo delle chiese post-concilio, la cui struttura è rettangolare, ed è a due elevazioni.
In Via Piedimonte, ad est del Viale Alexander Fleming, vi è una Sala del Regno, luogo di culto dei Testimoni di Geova. 
Nel tratto orientale di Via Eleonora d'Angiò, a nord del Largo San Paolo VI Papa, sorge il Parco "Madre Teresa di Calcutta", giardino pubblico comunale aperto a inizio anni novanta, che occupa una superficie è di 7216 m², dotato di ampi spazi verdi e di parco giochi.

## Società

### Istituzioni, enti e associazioni
In Via Cesare Beccaria, nell'angolo sud-ovest di Consolazione, si trova ubicata la sede del Comando provinciale dei Vigili del Fuoco.
Nel quartiere, ad ovest di Via Milo e Largo Taormina, è sita dagli anni quaranta del Novecento la Caserma "Erminio Sommaruga", sede del "62º Reggimento Fanteria Sicilia". 
Nella parte nord-ovest, sul Viale Alexander Fleming, sorge l'Ospedale "San Luigi Gonzaga-Santi Currò", nato negli anni cinquanta come sanatorio, che faceva parte dell'ARNAS Garibaldi fino al 2015, perché dall'anno successivo ospita il Presidio Territoriale di Assistenza (PTA), gestita dall'Azienda Sanitaria Provinciale n.3 di Catania.

## Cultura

### Istruzione
Nel quartiere Consolazione sono presenti una scuola dell'infanzia e scuola primaria, una scuola secondaria di primo grado, e una scuola secondaria di secondo grado.

### Teatro
In Via Eleonora d'Angiò sorge uno dei maggiori teatri privati di Catania per dimensioni e per attività di spettacolo, il Teatro Ambasciatori, fondato nel 1957 col nome di Teatro "Alessandro Manzoni", la cui capienza è di 944 posti, ed è dotato di un palcoscenico avente 9 m di altezza, 10 m di larghezza e 11 m di profondità, e di boccascena avente 9 m di altezza e 10 m di larghezza.

## Economia
L'economia della Consolazione, come gli altri quartieri della circoscrizione di cui fa parte, si fonda esclusivamente sul commercio, sui servizi assicurativi e bancari e sulla libera professione.

## Trasporti

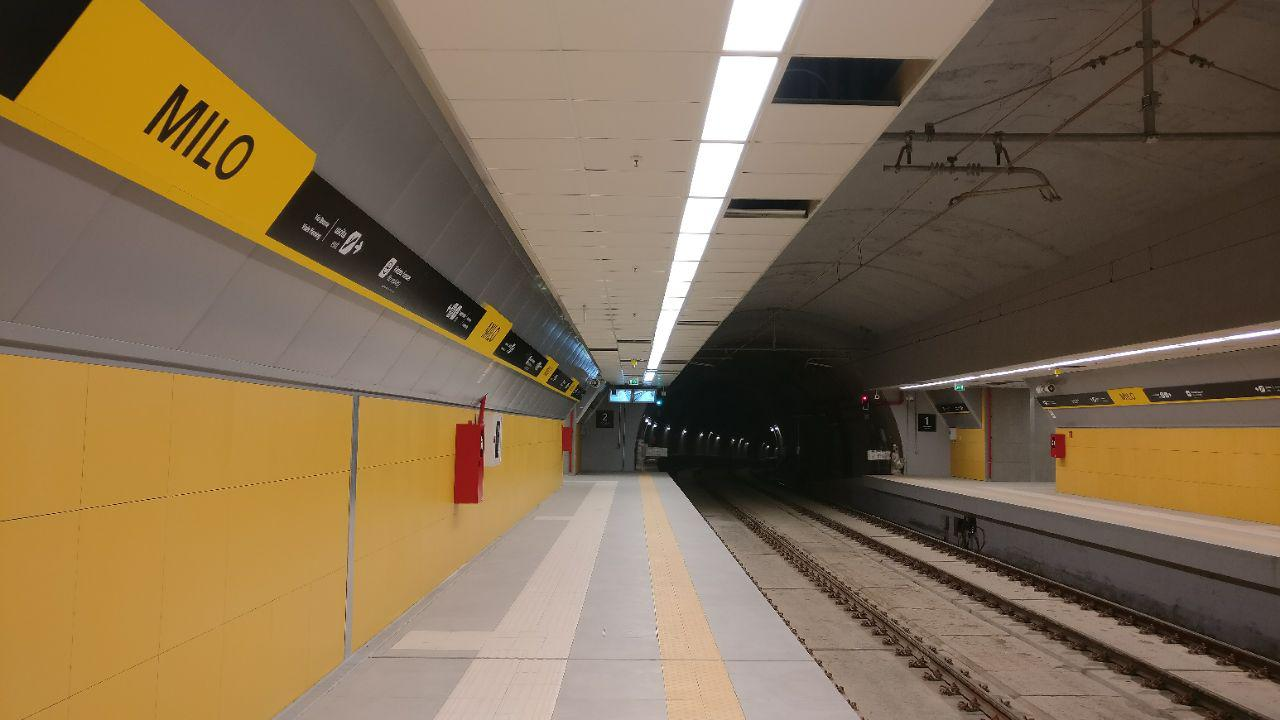
La stazione "Milo" della Metropolitana di Catania.

La zona è regolarmente servita dai mezzi pubblici dell'AMT, e vi transitano gli autobus delle linee BRT1 (sistema autobus a transito rapido), 431N, 431R, 940.
Altro servizio di trasporto pubblico a servizio del quartiere è la Metropolitana di Catania, poiché nell'area nordoccidentale vi sorge una delle fermate, la stazione sotterranea Milo, attiva dal 2017. In corrispondenza della stazione si trova un parcheggio scambiatore.